# Сен-Поль-де-Везелен
Сен-Поль-де-Везеле́н (фр. Saint-Paul-de-Vézelin) — колишній муніципалітет у Франції, у регіоні Овернь-Рона-Альпи, департамент Луара. Населення — 308 осіб (2011).
Муніципалітет був розташований на відстані близько 360 км на південь від Парижа, 65 км на захід від Ліона, 60 км на північний захід від Сент-Етьєна.

## Історія
До 2015 року муніципалітет перебував у складі регіону Рона-Альпи. Від 1 січня 2016 року належав до нового об'єднаного регіону Овернь-Рона-Альпи.
1 січня 2019 року Сен-Поль-де-Везелен, Амйон i Дансе було об'єднано в новий муніципалітет Везелен-сюр-Луар.

## Демографія
Динаміка населення (INSEE ):
Розподіл населення за віком та статтю (2006):
| Стать | Всього | До 15 років | 15-24 | 25-44 | 45-64 | 65-85 | Понад 85 |
| --- | ------ | ----------- | ----- | ----- | ----- | ----- | -------- |
| Чоловіки | 144    | 20          | 8     | 36    | 48    | 20    | 12       |
| Жінки | 144    | 28          | 8     | 36    | 44    | 20    | 8        |
| \| Статево-вікова піраміда \| Статево-вікова піраміда \| Статево-вікова піраміда \| \| ----------------------- \| ----------------------- \| ----------------------- \| \| Чоловіки \| Вік \| Жінки \| \| 12 \| 85 + \| 8 \| \| 4 \| 80-84 \| 4 \| \| 0 \| 75-79 \| 8 \| \| 12 \| 70-74 \| 8 \| \| 4 \| 65-69 \| 0 \| \| 8 \| 60-64 \| 4 \| \| 16 \| 55-59 \| 12 \| \| 20 \| 50-54 \| 12 \| \| 4 \| 45-49 \| 16 \| \| 12 \| 40-44 \| 8 \| \| 12 \| 35-39 \| 12 \| \| 8 \| 30-34 \| 12 \| \| 4 \| 25-29 \| 4 \| \| 0 \| 20-24 \| 8 \| \| 8 \| 15-20 \| 0 \| \| 8 \| 10-14 \| 4 \| \| 8 \| 5-9 \| 16 \| \| 4 \| 0-4 \| 8 \| |        |             |       |       |       |       |          |
| Статево-вікова піраміда |        |             |       |       |       |       |          |
| Чоловіки | Вік    | Жінки       |       |       |       |       |          |
| 12 | 85 +   | 8           |       |       |       |       |          |
| 4 | 80-84  | 4           |       |       |       |       |          |
| 0 | 75-79  | 8           |       |       |       |       |          |
| 12 | 70-74  | 8           |       |       |       |       |          |
| 4 | 65-69  | 0           |       |       |       |       |          |
| 8 | 60-64  | 4           |       |       |       |       |          |
| 16 | 55-59  | 12          |       |       |       |       |          |
| 20 | 50-54  | 12          |       |       |       |       |          |
| 4 | 45-49  | 16          |       |       |       |       |          |
| 12 | 40-44  | 8           |       |       |       |       |          |
| 12 | 35-39  | 12          |       |       |       |       |          |
| 8 | 30-34  | 12          |       |       |       |       |          |
| 4 | 25-29  | 4           |       |       |       |       |          |
| 0 | 20-24  | 8           |       |       |       |       |          |
| 8 | 15-20  | 0           |       |       |       |       |          |
| 8 | 10-14  | 4           |       |       |       |       |          |
| 8 | 5-9    | 16          |       |       |       |       |          |
| 4 | 0-4    | 8           |       |       |       |       |          |

## Економіка
2010 року серед 188 осіб працездатного віку (15—64 років) 140 були активними, 48 — неактивними (показник активності 74,5%, у 1999 році було 65,7%). З 140 активних мешканців працювало 126 осіб (71 чоловік та 55 жінок), безробітними було 14 (5 чоловіків та 9 жінок). Серед 48 неактивних 13 осіб було учнями чи студентами, 27 — пенсіонерами, 8 були неактивними з інших причин.

У 2010 році в муніципалітеті числилось 129 оподаткованих домогосподарств, у яких проживали 294,5 особи, медіана доходів виносила 15 110 євро на одного особоспоживача